# Crotalaria eximia
Crotalaria eximia är en ärtväxtart som beskrevs av Roger Marcus Polhill. Crotalaria eximia ingår i släktet sunnhampor, och familjen ärtväxter. Inga underarter finns listade i Catalogue of Life.